# Reform Act 1832
La Representation of the People Act 1832 (également connue sous le nom de Reform Act de 1832, Great Reform Act ou First Reform Act) est une loi du Parlement du Royaume-Uni (répertoriée 2 & 3 Will. IV c. 45) qui introduit des changements majeurs dans le système électoral de l'Angleterre et du pays de Galles. Il supprime les petits districts, donne une représentation aux villes, donne le droit de vote aux petits propriétaires terriens, aux agriculteurs, aux commerçants, aux propriétaires de maison qui payent un loyer annuel de 10 £ ou plus et à certains locataires. Seuls les hommes issus de ces catégories avaient le droit de vote et la loi introduit la première interdiction statutaire explicite du vote des femmes, définissant l'électeur comme une personne de sexe masculin.
Il est conçu pour corriger les abus et « prendre des mesures efficaces pour corriger les abus divers qui ont longtemps prévalu dans le choix des membres pour siéger à la Chambre des communes du Parlement ». Avant la réforme, la plupart des députés représentent nominalement les arrondissements. Le nombre d'électeurs dans un arrondissement variait considérablement, d'une douzaine à 12 000. Fréquemment, la sélection des députés est effectivement contrôlée par un puissant mécène : par exemple, Charles Howard, contrôle onze arrondissements. Les critères de qualification pour le droit de vote varient considérablement d'un arrondissement à l'autre, allant de l'exigence de posséder des terres à la simple vie dans une maison avec un foyer suffisant pour faire bouillir une marmite.
Des appels à la réforme sont lancés bien avant 1832, mais sans succès. La loi qui passe finalement est proposée par les Whigs, dirigés par le premier ministre Charles Grey. Il rencontre une opposition importante des factions Pittites au Parlement, qui ont longtemps gouverné le pays. L'opposition est particulièrement prononcée à la Chambre des lords. Néanmoins, le projet de loi est finalement adopté, principalement en raison de la pression publique. La loi accorde des sièges à la Chambre des communes aux grandes villes qui ont surgi pendant la révolution industrielle, et supprime des sièges aux « arrondissements pourris » : ceux avec de très petits électorats et généralement dominés par un riche mécène. La loi augmente également le nombre d'électeurs d'environ 400 000 à 650 000, donnant à environ un homme adulte sur cinq le droit de voter.
Le titre complet est Acte pour amender la représentation du peuple en Angleterre et au Pays de Galles. Son titre abrégé formel et sa citation sont « Representation of the People Act 1832 (2 & 3 Wm. IV, c. 45) ». La loi ne s'applique qu'en Angleterre et au Pays de Galles, l'Irish Reform Act de 1832 apporte des changements similaires en Irlande. Le Scottish Reform Act de 1832 est révolutionnaire, multipliant l'électorat par un facteur 13, passant de 5 000 à 65 000 électeurs.

## Chambre des communes non réformée

### Composition

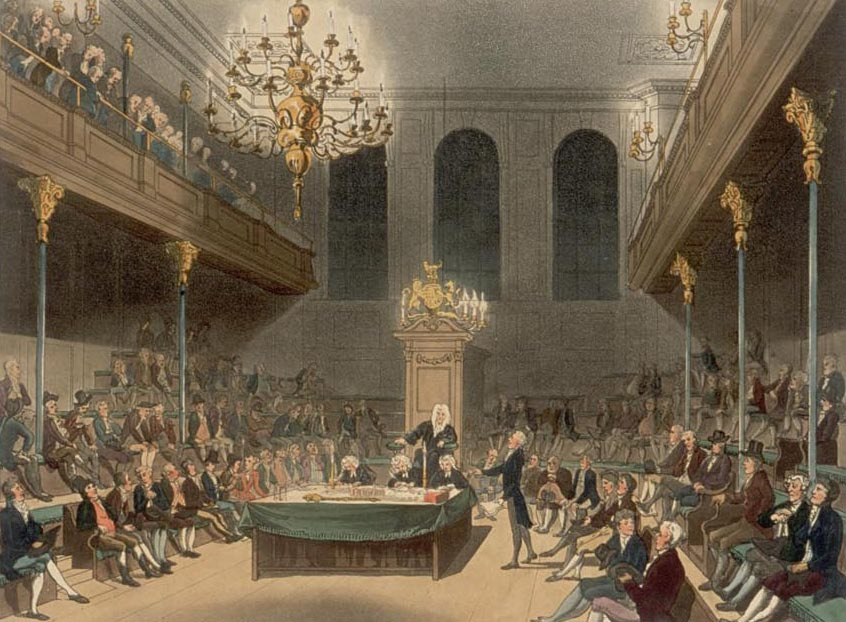
La Chambre des communes est la chambre basse du Parlement du Royaume-Uni.

Après l'entrée en vigueur des Actes d'Union 1800 le 1er janvier 1801, la Chambre des communes non réformée est composée de 658 membres, dont 513 représentent l'Angleterre et le Pays de Galles. Il y a deux types de circonscriptions : les comtés et les arrondissements. Les députés du comté sont censés représenter les propriétaires terriens, tandis que les députés des arrondissements sont censés représenter les intérêts mercantiles et commerciaux du royaume . Les comtés sont des subdivisions nationales historiques établies entre le VIIIe siècle et le XVIe siècle. Il ne s'agit pas simplement de circonscriptions parlementaires : de nombreuses composantes du gouvernement (notamment les tribunaux et la milice) sont organisées en fonction des comtés . Les membres du Parlement choisis par les comtés sont connus sous le nom de chevaliers du comté. Au Pays de Galles, chaque comté élit un député, tandis qu'en Angleterre, chaque comté élit deux députés jusqu'en 1826, date à laquelle la représentation du Yorkshire est portée à quatre, à la suite de la privation du droit de vote de l'arrondissement cornique de Grampound.
Les arrondissements parlementaires en Angleterre varient considérablement en taille, des petits hameaux aux grandes villes, en partie parce qu'ils ont évolué au hasard. Les premiers arrondissements étaient choisis au Moyen Âge par les shérifs de comté, et même un village pouvait être considéré comme un arrondissement . Beaucoup de ces premiers arrondissements (tels que Winchelsea et Dunwich) sont des colonies importantes au moment de leur émancipation initiale, mais déclinent ensuite, et au début du XIXe siècle, certains n'ont que quelques électeurs, mais élisent toujours deux députés. Ils sont souvent connus comme des bourgs pourris. Au cours des siècles suivants, le monarque régnant décide des colonies à affranchir. Sur les 70 arrondissements anglais affranchis par les monarques Tudor, 31 ont ensuite été privés de leur droit de vote . Enfin, les parlementaires du XVIIe siècle aggravent les incohérences en réattribuant le droit de vote à 15 arrondissements dont la représentation est caduque depuis des siècles, dont sept sont ensuite privés de leur droit de vote par le Reform Act. Après Newark en 1661, aucun arrondissement supplémentaire n'est créé et, à la seule exception de la privation du droit de vote de Grampound en 1821, le système reste inchangé jusqu'au Reform Act de 1832. La plupart des arrondissements anglais élisent deux députés; mais cinq arrondissements n'en élisent qu'un seul : Abingdon, Banbury, Bewdley, Higham Ferrers et Monmouth. La ville de Londres et l'arrondissement conjoint de Weymouth et Melcombe Regis élisent chacun quatre députés. Les arrondissements gallois élisent un seul député.

### La franchise
Des statuts adoptés en 1430 et 1432, sous le règne d'Henri VI, uniformisent les conditions de propriété pour les électeurs du comté. En vertu de ces lois, tous les propriétaires de propriétés franches ou de terres valant au moins quarante shillings dans un comté particulier ont le droit de voter dans ce comté. Cette exigence, connue sous le nom de Représentation de 40 shilling, n'a jamais été ajustée en fonction de l'inflation de la valeur foncière; ainsi, la quantité de terres qu'il faut posséder pour voter diminue progressivement avec le temps. Le droit de vote est réservé aux hommes par la coutume plutôt que par la loi et en de rares occasions, les femmes ont pu voter aux élections législatives en raison de leur propriété foncière . Néanmoins, la grande majorité des gens n'ont pas le droit de vote. En outre, la taille des circonscriptions individuelles des comtés varie considérablement. Les plus petits comtés, Rutland et Anglesey, comptent chacun moins de 1 000 électeurs, tandis que le plus grand comté, le Yorkshire, en compte plus de 20 000 . Ceux qui possèdent des biens dans plusieurs circonscriptions peuvent voter plusieurs fois. Non seulement c'est généralement légal (puisqu'il n'est généralement pas nécessaire qu'un propriétaire habite dans une circonscription pour y voter), mais c'est également faisable, même avec la technologie de l'époque, puisque le scrutin se déroule généralement sur plusieurs jours et rarement, voire jamais, des circonscriptions différentes votent le même jour.
Dans les arrondissements, la franchise est beaucoup plus variée. Il y a en gros six types d'arrondissements parlementaires, tels que définis par leur droit de vote :
1. Arrondissements dans lesquels les hommes libres sont électeurs;
2. Arrondissements dans lesquels la franchise est réservée à ceux qui payent le scot et le lot, une forme de taxation municipale;
3. Arrondissements dans lesquels seule la propriété d'un bien bourgeois donne droit de vote ;
4. Arrondissements dans lesquels seuls les membres de la corporation sont électeurs (ces arrondissements sont souvent des « bourgs de poche », car les membres du conseil sont généralement « dans la poche » d'un riche mécène) ;
5. Arrondissements dans lesquels les chefs de famille sont électeurs (ceux-ci sont généralement connus sous le nom de « bourgs de potwalloper », car la définition habituelle d'un chef de famille est une personne capable de faire bouillir une casserole sur son propre foyer);
6. Arrondissements dans lesquels les propriétaires fonciers ont le droit de vote.

Certains arrondissements ont une combinaison de ces différents types de franchise, et la plupart ont des règles et des exceptions spéciales  de sorte que de nombreux arrondissements ont une forme de franchise qui leur est propre.
Le plus grand arrondissement, Westminster, compte environ 12 000 électeurs, tandis que la plupart des plus petits, généralement appelés « arrondissements pourris », en comptent moins de 100 chacun . L'arrondissement pourri le plus célèbre est Old Sarum, qui compte 13 parcelles de burgage qui peuvent être utilisées pour « fabriquer » des électeurs si nécessaire – généralement une demi-douzaine environ est considérée comme suffisante. D'autres exemples sont Dunwich (32 électeurs), Camelford (25) et Gatton (7) .

#### Le suffrage des femmes
La revendication du vote des femmes semble avoir été faite pour la première fois par Jeremy Bentham en 1817 lorsqu'il publie son plan de réforme parlementaire sous la forme d'un catéchisme  et est reprise par William Thompson en 1825, lorsqu'il publie, avec Anna Wheeler, Un appel de la moitié de la race humaine, les femmes, contre les prétentions de l'autre moitié, les hommes, pour les retenir dans la politique, et de là dans l'esclavage civil et domestique : en réponse à l'article célèbre de M. Mill sur le gouvernement .
L'adoption, sept ans plus tard, de la loi accordant le droit de vote aux "hommes" est, cependant, un événement plus important; il est avancé que c'est l'inclusion du mot « masculin », fournissant ainsi la première interdiction statutaire explicite au vote des femmes, qui fournit un point d'attaque et une source de ressentiment à partir duquel, avec le temps, le mouvement pour le suffrage des femmes se développe .

### Quartiers de poche et corruption

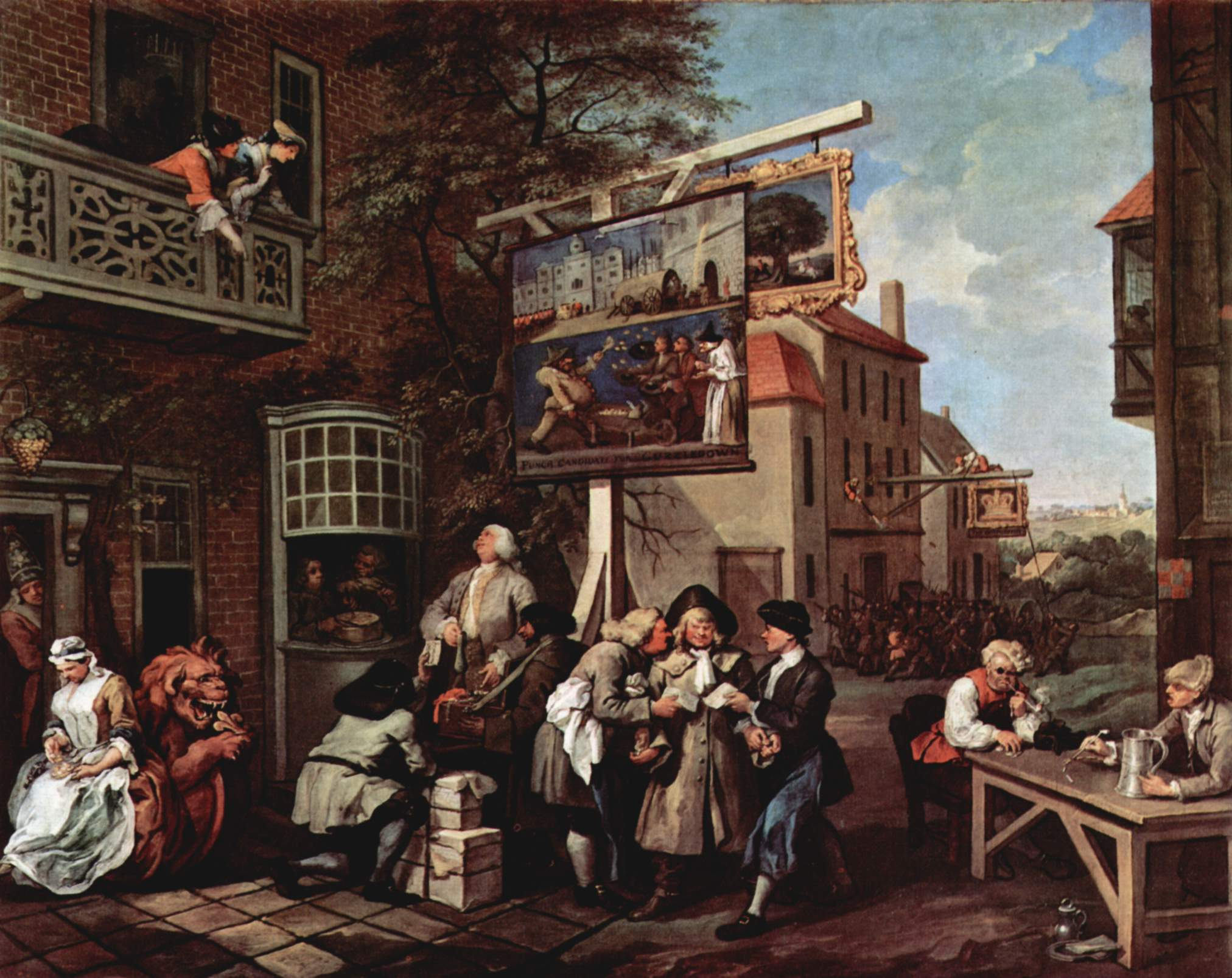
Le démarchage pour les votes, qui fait partie de la série Humours of an Election de William Hogarth, décrit la corruption politique endémique dans les campagnes électorales antérieures à la Great Reform Act.

De nombreuses circonscriptions, en particulier celles avec de petits électorats, sont sous le contrôle de riches propriétaires fonciers et sont connues sous le nom de boroughs de nomination ou de pocket boroughs, car on dit qu'elles sont dans les poches de leurs patrons. La plupart des mécènes sont des nobles ou des propriétaires terriens qui peuvent utiliser leur influence, leur prestige et leur richesse pour influencer les électeurs. Cela est particulièrement vrai dans les comtés ruraux et dans les petits bourgs situés à proximité d'un grand domaine foncier. Certains nobles contrôlent même plusieurs circonscriptions : par exemple, le duc de Norfolk en contrôle onze, tandis que le comte de Lonsdale en contrôle neuf . Écrivant en 1821, Sydney Smith proclame que « Le pays appartient au duc de Rutland, à Lord Lonsdale, au duc de Newcastle et à une vingtaine d'autres détenteurs de boroughs. Ils sont nos maîtres!"  THB Oldfield affirme dans son Histoire représentative de la Grande-Bretagne et de l'Irlande que, sur les 514 députés représentant l'Angleterre et le Pays de Galles, environ 370 sont sélectionnés par près de 180 mécènes . Un député qui représente un arrondissement de poche doit voter comme son patron l'ordonne, ou bien perdre son siège aux élections suivantes.
Les électeurs de certaines circonscriptions résistent à la domination pure et simple de puissants propriétaires, mais sont souvent exposés à la corruption. Les électeurs sont soudoyés individuellement dans certains arrondissements et collectivement dans d'autres. En 1771, par exemple, il est révélé que 81 électeurs de New Shoreham (qui constituent la majorité de l'électorat) forment une organisation corrompue qui s'appelle le « Christian Club », et vend régulièrement l'arrondissement au plus offrant . Les « nababs », ou individus qui ont amassé des fortunes dans les colonies britanniques d'Asie et des Antilles, sont particulièrement connus pour leur corruption. Les nababs, dans certains cas, réussissent même à arracher le contrôle des arrondissements à la noblesse et à la gentry . William Pitt l'Ancien, Premier ministre de Grande-Bretagne dans les années 1760, jetant un œil sur les fortunes faites en Inde commente que « les importateurs d'or étranger se sont introduits au Parlement, par un tel torrent de corruption auquel aucune fortune héréditaire privée ne pouvait résister » .

## Mouvement pour la réforme

### Premières tentatives de réforme

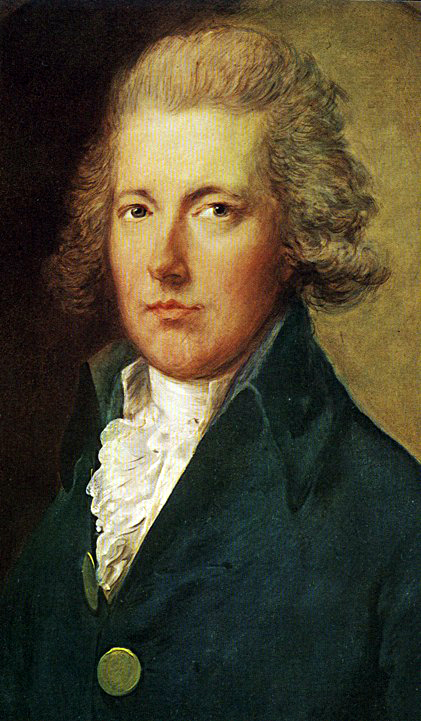
William Pitt le Jeune est un éminent défenseur de la réforme parlementaire.

Au cours des années 1640, l'Angleterre subit une guerre civile qui oppose le roi Charles Ier et les royalistes aux parlementaires. En 1647, différentes factions de l'armée parlementaire victorieuse tiennent une série de discussions, les Débats de Putney, sur la réforme de la structure du gouvernement anglais. Les éléments les plus radicaux proposent le suffrage universel masculin et la réorganisation des circonscriptions parlementaires. Leur chef Thomas Rainsborough déclare : "Je pense qu'il est clair que tout homme qui doit vivre sous un gouvernement doit d'abord donner son consentement à se mettre sous ce gouvernement".
Des membres plus conservateurs ne sont pas d'accord, arguant plutôt que seuls les individus qui possèdent des terres dans le pays devraient être autorisés à voter. Par exemple, Henry Ireton déclare : « aucun homme n'a droit à un intérêt ou à une part dans la gestion des affaires du royaume... qui n'a pas un intérêt fixe permanent dans ce royaume ». Les vues conservatrices finissent par l'emporter. Oliver Cromwell, qui devient le chef de l'Angleterre après l'abolition de la monarchie en 1649, refuse d'adopter le suffrage universel, les individus devaient posséder des biens (immobiliers ou personnels) d'une valeur d'au moins 200 £ pour pouvoir voter. Il accepte néanmoins une réforme électorale et prive du droit de vote plusieurs petits arrondissements, accorde une représentation à de grandes villes telles que Manchester et Leeds et augmente le nombre de députés élus par les comtés peuplés. Ces réformes sont toutes annulées, cependant, après la mort de Cromwell et le dernier parlement à être élu dans la période du Commonwealth en 1659 est revenu au système électoral tel qu'il existait sous Charles Ier .
Après la restauration de la monarchie en 1660, la question de la réforme parlementaire est en sommeil. La tentative de Jacques II de remodeler les corporations municipales pour prendre le contrôle de leurs sièges d'arrondissement créé une antipathie pour tout changement après la Glorieuse Révolution. Le chantier est relancé dans les années 1760 par le premier ministre whig William Pitt l'Ancien, qui qualifie la représentation des arrondissements de « partie pourrie de notre Constitution » (d'où le terme « arrondissement pourri »). Néanmoins, il ne préconise pas une privation immédiate du droit de vote des arrondissements pourris. Il propose plutôt qu'un troisième député soit ajouté à chaque comté, pour contrebalancer l'influence de l'arrondissement. Les Whigs échouent à s'unir derrière l'expansion de la représentation du comté ; certains s'opposent à l'idée parce qu'ils pensent que cela donnerait trop de pouvoir à l'aristocratie et à la petite noblesse dans les zones rurales . En fin de compte, malgré les efforts de Pitt, le Parlement ne donne aucune suite à ses propositions.
La cause de la réforme parlementaire est ensuite reprise par son fils William Pitt le Jeune (diversement décrit comme un conservateur et comme un « Whig indépendant »). Comme son père, il hésite à proposer l'abolition totale des arrondissements pourris, préconisant plutôt une augmentation de la représentation des comtés. La Chambre des communes rejette la résolution de Pitt par plus de 140 voix, malgré la réception de pétitions en faveur de la réforme portant plus de vingt mille signatures . En 1783, Pitt devient Premier ministre mais n'arrive toujours pas à réformer. Le roi George III est opposé à cette idée, tout comme de nombreux membres du propre cabinet de Pitt. En 1786, le Premier ministre propose un projet de loi de réforme, mais la Chambre des communes le rejette par 174 pour et 248 contre . Pitt ne soulève plus la question pour le reste de son mandat.

### Suites de la Révolution française
Le soutien à la réforme parlementaire s'effondre après le déclenchement de la Révolution française en 1789. De nombreux hommes politiques anglais s'opposent fermement à tout changement politique majeur. Malgré cette réaction, plusieurs groupes du Mouvement Radical sont créés pour militer en faveur de la réforme. Un groupe de Whigs dirigé par James Maitland (8e comte de Lauderdale), et Charles Grey fonde une organisation prônant la réforme parlementaire en 1792. Ce groupe, connu sous le nom de Société des amis du peuple, comprend 28 députés . En 1793, Grey présente à la Chambre des communes une pétition des Amis du peuple, décrivant les abus du système et exigeant des changements. Il ne propose aucun plan de réforme précis, mais simplement une motion demandant à la Chambre d'enquêter sur les améliorations possibles. La réaction du Parlement à la Révolution française est si négative que même cette demande d'enquête est rejetée par une majorité de près de 200 voix. Grey essaie de soulever à nouveau le sujet en 1797, mais la Chambre le repousse à nouveau par une majorité de plus de 150 voix .
D'autres organisations pro-réformes notables comprennent les Hampden Clubs (du nom de John Hampden, un homme politique anglais qui s'oppose à la Couronne pendant la guerre civile anglaise) et la London Corresponding Society (qui se compose d'ouvriers et d'artisans). Mais les réformes « radicales » soutenues par ces organisations (par exemple, le suffrage universel) trouvent encore moins de soutien au Parlement. Par exemple, lorsque Francis Burdett, président du London Hampden Club, propose une résolution en faveur du suffrage universel, de circonscriptions électorales de taille égale et du vote au scrutin secret à la Chambre des communes, sa motion ne trouve qu'un seul autre partisan (Lord Cochrane) dans toute la chambre .
Malgré ces revers, la pression populaire en faveur d'une réforme reste forte. En 1819, un grand rassemblement pro-réforme a lieu à Birmingham. Bien que la ville n'ait droit à aucun siège aux Communes, les personnes réunies décident d'élire Sir Charles Wolseley comme « représentant législatif » de Birmingham. Suivant leur exemple, les réformateurs de Manchester tiennent une réunion similaire pour élire un « avocat législatif ». Entre 20 000 et 60 000 personnes (selon différentes estimations) assistent à l'événement, beaucoup d'entre eux portant des signes tels que « représentation égale ou mort ». Les manifestants reçoivent l'ordre de se dissoudre ; quand ils refusent, les Yeomenry de Manchester dispersent la réunion par la force. Dix-huit personnes sont tuées et plusieurs centaines blessées, l'événement devenant plus tard connu sous le nom de massacre de Peterloo. En réponse, le gouvernement adopte les Six Actes, des mesures conçues pour réprimer une nouvelle agitation politique. En particulier, la loi sur les réunions séditieuses interdit aux groupes de plus de 50 personnes de se réunir pour discuter de tout sujet politique sans l'autorisation préalable du shérif ou du magistrat .

### Réforme dans les années 1820
Comme la Chambre des communes rejette régulièrement les contestations directes du système de représentation par de larges majorités, les partisans de la réforme doivent se contenter de mesures plus modestes. Le Whig Lord John Russell présente une telle mesure en 1820, proposant la privation du droit de vote de l'arrondissement notoirement corrompu de Grampound en Cornouailles. Il suggère que les deux sièges de l'arrondissement soient transférés à la ville de Leeds. Les conservateurs de la Chambre des Lords acceptent la privation du droit de vote de l'arrondissement, mais refusent d'accepter le précédent de transférer directement ses sièges à une ville industrielle. Au lieu de cela, ils modifient la proposition afin que deux sièges supplémentaires soient attribués au Yorkshire, le comté dans lequel se trouve Leeds. Sous cette forme, le projet de loi est adopté par les deux chambres et devient loi. En 1828, Lord John Russell suggère au Parlement de répéter l'idée en abolissant les arrondissements corrompus de Penryn et East Retford et en transférant leurs sièges à Manchester et Birmingham. Cette fois, cependant, la Chambre des Lords rejette ses propositions. En 1830, Russell propose un autre plan similaire : l'émancipation de Leeds, Manchester et Birmingham, et la privation du droit de vote des trois arrondissements suivants reconnus coupables de corruption ; encore une fois, la proposition est rejetée .
Le soutien à la réforme vient d'une source inattendue - une faction réactionnaire du parti conservateur - en 1829. Le gouvernement conservateur d'Arthur Wellesley, 1er duc de Wellington, répondant au danger de guerre civile dans une Irlande en grande partie catholique, rédige le Roman Catholic Relief Act 1829. Cette législation abroge diverses lois qui imposent des restrictions politiques aux catholiques romains, en particulier les lois qui les empêchent de devenir membres du Parlement. En réponse, les ultra-conservateurs désabusés, qui perçoivent un danger pour la religion établie, en viennent à favoriser la réforme parlementaire, en particulier l'émancipation de Manchester, Leeds et d'autres villes fortement non-conformistes du nord de l'Angleterre .

## Adoption de la loi de réforme

### Premier projet de loi de réforme

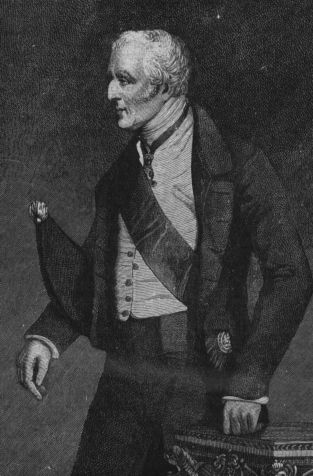
Le duc de Wellington, premier ministre conservateur (1828-1830), s'opposa fermement aux mesures de réforme.

La mort du roi George IV le 26 juin 1830 dissous automatiquement le Parlement et des élections générales ont lieu. La réforme électorale, qui a été fréquemment discutée lors de la précédente session parlementaire, devient un enjeu majeur de la campagne. Dans tout le pays, plusieurs « syndicats politiques » favorables à la réforme sont formés, composés à la fois d'individus de la classe moyenne et de la classe ouvrière. La plus influente d'entre elles est l'Union politique de Birmingham, dirigée par Thomas Attwood. Ces groupes se limitent à des moyens légaux pour soutenir la réforme, tels que la pétition et l'éloquence publique, et atteignent un niveau élevé de soutien public .
Les conservateurs remportent la majorité aux élections, mais le parti reste divisé et le soutien au Premier ministre (le duc de Wellington) est faible. Lorsque l'opposition soulève la question de la réforme dans l'un des premiers débats de l'année, le duc fait une défense tranchée et controversée du système de gouvernement existant .
Les vues absolutistes du Premier ministre s'avèrent extrêmement impopulaires, même au sein de son propre parti. Moins de deux semaines après que Wellington ait fait son discours, le 15 novembre 1830, il est contraint de démissionner après avoir été battu dans une motion de défiance. Sydney Smith écrit : « Jamais aucune administration n'a été aussi complètement et si soudainement détruite ; et, je crois, entièrement par la déclaration du duc, faite, je suppose, dans une parfaite ignorance de l'état des sentiments et de l'opinion publics . Wellington est remplacé par le réformateur whig Charles Grey.
La première annonce de Lord Grey en tant que Premier ministre est un engagement à mener à bien une réforme parlementaire. Le 1er mars 1831, Lord John Russell présente le Reform Bill à la Chambre des communes au nom du gouvernement. Le projet de loi prive du droit de vote 60 des plus petits arrondissements et réduit la représentation de 47 autres. Certains sièges sont complètement abolis, tandis que d'autres sont redistribués aux banlieues de Londres, aux grandes villes, aux comtés, à l'Écosse et à l'Irlande. En outre, le projet de loi standardise et élargit le droit de vote des arrondissements, augmentant l'électorat (selon une estimation) d'un demi-million d'électeurs .
Le 22 mars, le vote en deuxième lecture attire un nombre record de 608 députés, notamment le Président sans droit de vote (le record précédent est de 530 députés). Malgré la forte participation, la deuxième lecture n'est approuvée que par une seule voix, et de nouveaux progrès sur le projet de loi sur la réforme sont difficiles. À l'étape du comité, Isaac Gascoyne présente une motion s'opposant aux dispositions du projet de loi qui réduisent le nombre total de sièges à la Chambre des communes. Cette motion est adoptée, contre la volonté du gouvernement, par 8 voix. Par la suite, le ministère perd un vote sur une motion de procédure par 22 voix. Comme ces votes indiquent que le Parlement est contre le projet de loi de réforme, le ministère décide de demander une dissolution et de faire appel au peuple .

### Deuxième projet de loi de réforme
La pression politique et populaire en faveur de la réforme est devenue si forte que les Whigs favorables à la réforme remportent une majorité écrasante à la Chambre des communes aux élections générales de 1831. Le parti Whig remporte presque toutes les circonscriptions avec de véritables électorats, laissant aux conservateurs un peu plus que les arrondissements pourris. Le projet de loi sur la réforme est de nouveau présenté à la Chambre des communes, qui accepte la deuxième lecture à une large majorité en juillet. Lors de l'étape du comité, les opposants au projet de loi ralentissent sa progression par des discussions fastidieuses sur ses détails, mais il est finalement adopté en septembre, par une majorité de plus de 100 voix .
Le projet de loi est ensuite envoyé à la Chambre des Lords, dont une majorité est connue pour lui être hostile. Après la victoire décisive des Whigs aux élections de 1831, certains émettent l'hypothèse que les opposants s'abstiendraient plutôt que de défier ouvertement la volonté du peuple. En effet, lorsque les Lords votent en deuxième lecture du projet de loi après une série de débats mémorables, de nombreux pairs conservateurs s'abstiennent de voter. Cependant, les Lords Spiritual viennent en nombre inhabituellement élevé, et sur les 22 présents, 21 votent contre le projet de loi. Il échoue par 41 voix.
Lorsque les Lords rejettent le Reform Bill, la violence publique se déchaine. Le soir même, des émeutes éclatent à Derby, où une foule attaque la prison de la ville et libère plusieurs prisonniers. À Nottingham, des émeutiers mettent le feu au château de Nottingham (la demeure du duc de Newcastle) et attaquent Wollaton Hall (le domaine de Lord Middleton). Les troubles les plus importants se produisent à Bristol, où des émeutiers contrôlent la ville pendant trois jours. La foule fait irruption dans les prisons et détruit plusieurs bâtiments, dont le palais de l'évêque de Bristol, le manoir du lord-maire de Bristol et plusieurs maisons privées. La violence se déchaine aussi dans le Dorset, le Leicestershire et le Somerset.
Pendant ce temps, les unions politiques, qui restent jusqu'alors des groupes séparés unis uniquement par un objectif commun, décident de former l'Union politique nationale. Percevant ce groupe comme une menace, le gouvernement publie une proclamation conformément à la Loi sur les sociétés correspondantes de 1799 déclarant une telle association « inconstitutionnelle et illégale », et ordonnant à tous les sujets loyaux de l'éviter. Les dirigeants de l'Union politique nationale ignorent cette proclamation, mais les dirigeants de la branche influente de Birmingham décident de coopérer avec le gouvernement en décourageant les activités au niveau national .

### Troisième projet de loi de réforme

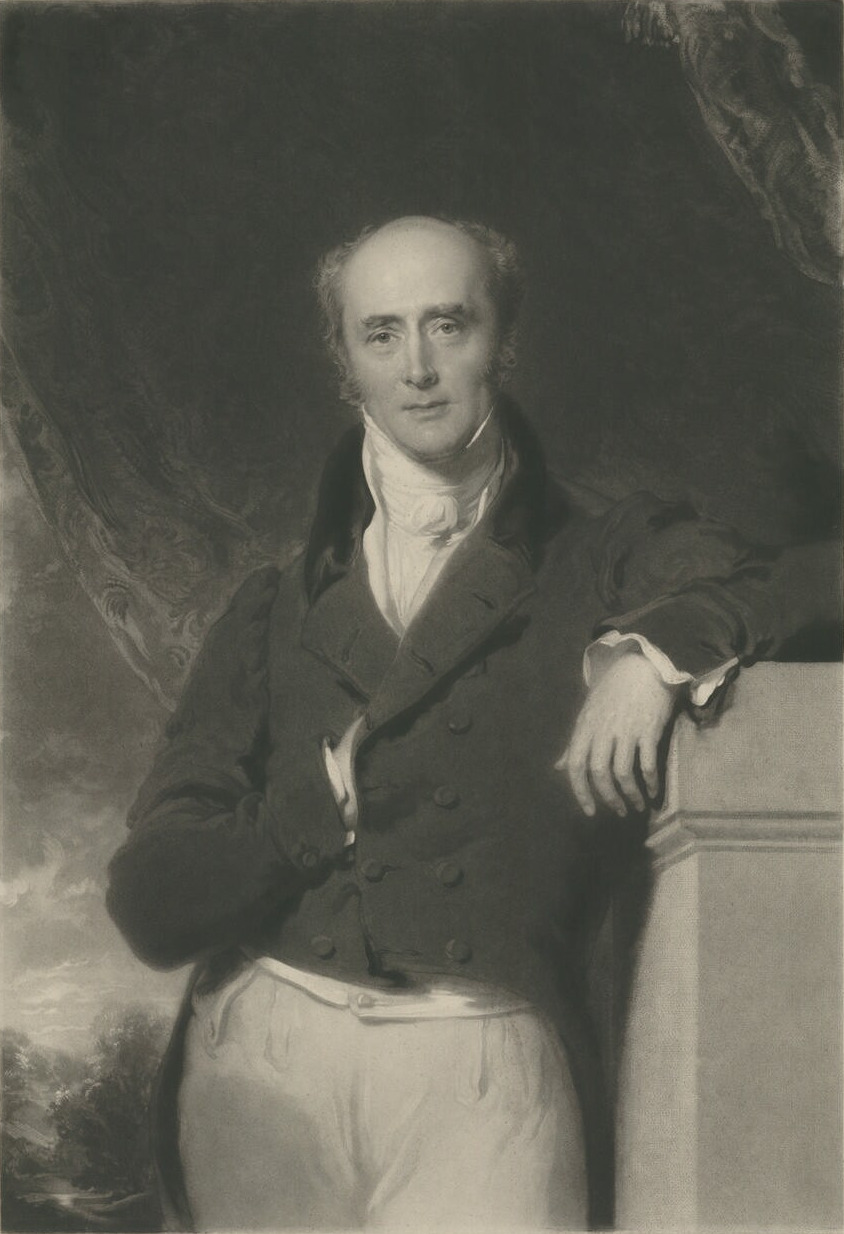
Lord Grey (peint par George Hayter) dirige le ministère Whig qui introduit le projet de loi sur la réforme au Parlement.

Après le rejet du projet de loi par les Lords, la Chambre des communes adopte immédiatement  une motion de confiance affirmant son soutien à l'administration de Lord Grey. Parce que les règles parlementaires interdisent l'introduction du même projet de loi deux fois au cours de la même session, le ministère conseille au nouveau roi, Guillaume IV, de proroger le Parlement. Dès le début de la nouvelle session en décembre 1831, le troisième projet de loi de réforme est présenté. Le projet de loi est à quelques égards différent de ses prédécesseurs; il ne propose plus de réduction du nombre total de membres de la Chambre des communes, et il reflète les données recueillies lors du recensement qui vient de s'achever. La nouvelle version est adoptée à la Chambre des communes par des majorités encore plus importantes en mars 1832 et il est de nouveau envoyé à la Chambre des Lords .
Réalisant qu'un autre rejet ne serait pas politiquement réalisable, les opposants à la réforme décident d'utiliser des amendements pour modifier les caractères essentiels du projet de loi ; par exemple, ils votent pour retarder l'examen des articles du projet de loi qui privent les arrondissements pourris du droit de vote. Les ministres pensent qu'il ne leur reste qu'une alternative : créer un grand nombre de nouvelles pairies, pour amener à la Chambre des Lords des pairs favorables aux réformes. Mais la prérogative de créer des pairies appartient au roi, qui recule devant une mesure aussi drastique et rejette l'avis unanime de son cabinet. Lord Grey démissionne alors et le roi invite le duc de Wellington à former un nouveau gouvernement .
La période qui s'ensuit est connue sous le nom de " Journées de mai ", avec une telle agitation politique que certains craignent la révolution. Certains manifestants préconisent le non-paiement des impôts et appellent à une ruée sur les banques ; un jour, des panneaux apparaissent à travers Londres avec la mention « Stop the Duke ; go for gold ! » 1,8 £ million sont retirés de la Banque d'Angleterre dans les premiers jours de la crise (sur environ 7 £ millions en possession de la banque) . L'Union politique nationale et d'autres organisations envoient des pétitions à la Chambre des communes, exigeant de suspendre l'approvisionnement (coupant le financement du gouvernement) jusqu'à ce que la Chambre des lords acquiesce. Certaines manifestations réclament l'abolition de la noblesse, et certaines même de la monarchie . Dans ces circonstances, le duc de Wellington a de grandes difficultés à obtenir un soutien dans son poste de premier ministre, malgré la promesse d'une réforme modérée. Il est incapable de former un gouvernement, ne laissant au roi Guillaume d'autre choix que de rappeler Lord Grey. Finalement, le roi consent à remplir la Chambre des Lords de Whigs ; cependant, à l'insu de son cabinet, Wellington fait circuler une lettre parmi ses pairs conservateurs, les encourageant à s'abstenir de toute opposition et les avertissant des conséquences s'ils continuent. Finalement, suffisamment de pairs opposés cèdent . En s'abstenant de voter, ils permettent à la législation de passer à la Chambre des Lords, et la Couronne n'est donc pas obligée de créer de nouveaux pairs. Le projet de loi reçoit finalement la sanction royale le 7 juin 1832, devenant ainsi loi .

## Résultats

### Changement de circonscriptions

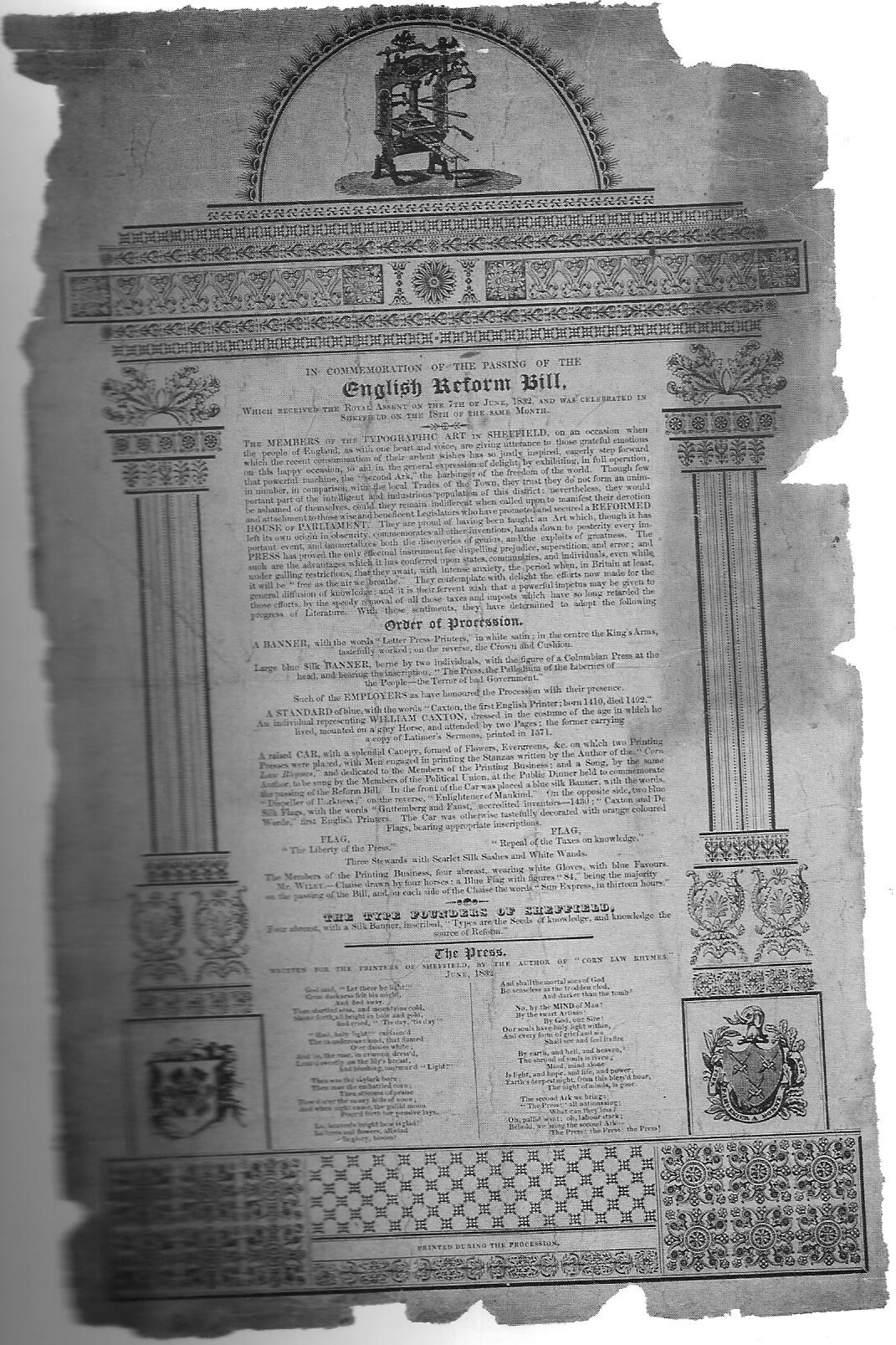
Affiche publiée par la Sheffield Typographical Society célébrant l'adoption de la loi.

L'objectif principal de la Loi de réforme est la réduction du nombre d'arrondissements. Il y avait 203 arrondissements en Angleterre avant la Loi. Les 56 plus petits, telles que mesuré par leur parc de logements et leurs évaluations fiscales, sont complètement supprimées. Les 30 plus petits arrondissements suivants perdent chacun un de leurs deux députés. De plus, les quatre députés de Weymouth et Melcombe Regis sont réduits à deux. Ainsi, au total, la loi abolit 143 sièges d'arrondissement en Angleterre (l'un des arrondissements à abolir complètement, Higham Ferrers, ne rend qu'un seul député) .
À leur place, la loi créé 130 nouveaux sièges en Angleterre et au Pays de Galles :
- 26 comtés anglais sont divisés en deux circonscriptions, chacune étant représentée par deux députés.
- 8 comtés anglais et 3 comtés gallois reçoivent chacun un représentant supplémentaire.
- Le Yorkshire, qui est représenté par quatre députés avant la loi, se voit attribuer deux députés supplémentaires (de sorte que chacune de ses trois circonscriptions est représentée par deux députés).
- 22 grandes villes reçoivent deux députés.
- 21 autres villes (dont deux au Pays de Galles) obtiennent un député.

Ainsi, 65 nouveaux sièges de comté et 65 nouveaux sièges d'arrondissement sont créés en Angleterre et au Pays de Galles. Le nombre total de députés anglais diminue de 17 et le nombre au Pays de Galles augmente de quatre. Les limites des nouvelles circonscriptions et arrondissements parlementaires sont définies dans une loi distincte, la Parliamentary Boundaries Act 1832.

### Extension du droit de vote
La loi étend également le droit de vote. Dans les circonscriptions de comté, en plus des tenanciers de quarante-shilling, les droits de vote sont étendus aux propriétaires de terrains à copyhold une valeur de £ 10 et les détenteurs de baux à long terme (plus de soixante ans) sur la valeur de la terre £ 10 et les titulaires de baux à moyen terme (entre vingt et soixante ans) sur un terrain d'une valeur de 50 £ et aux locataires à volonté payant un loyer annuel de 50 £. Dans les circonscriptions d'arrondissement, tous les hommes vivant dans des propriétés d'une valeur d'au moins 10 £  par an obtiennent le droit de vote – une mesure qui introduit dans tous les arrondissements une forme standardisée de franchise pour le premier temps. Les électeurs des arrondissements existants conservent un droit de vote à vie, quelle que soit leur qualification, à condition qu'ils résident dans les arrondissements dans lesquels ils sont électeurs.
La loi introduit un système d'inscription des électeurs, administré par les surveillants des pauvres dans chaque paroisse et canton. Il institue un système de tribunaux spéciaux pour examiner les différends relatifs aux qualifications des électeurs. Elle autorise également l'utilisation de plusieurs bureaux de vote au sein d'une même circonscription et limite la durée du scrutin à deux jours. (Auparavant, les bureaux de vote pouvaient rester ouverts jusqu'à quarante jours).
Le Reform Act lui-même n'affecte pas les circonscriptions en Écosse ou en Irlande. Cependant, il y a aussi des réformes là-bas, en vertu de la loi écossaise sur la réforme et de la loi irlandaise sur la réforme. L’Écosse reçoit huit sièges supplémentaires, et l'Irlande cinq ; maintenant ainsi le nombre total de sièges à la Chambre des communes au même niveau qu'avant la Loi. Bien qu'aucune circonscription n'ait été privée du droit de vote dans aucun de ces pays, les qualifications des électeurs sont standardisées et la taille de l'électorat augmente dans les deux pays.

### Effets politiques
Entre 1835 et 1841, les associations conservatrices locales commencent à informer les citoyens sur la plate-forme du parti et les encouragent à s'inscrire pour voter chaque année, comme l'exige la loi. La couverture de la politique nationale dans la presse locale s'accompagne de reportages approfondis sur la politique provinciale dans la presse nationale. Les conservateurs de la base se considèrent donc comme faisant partie d'un mouvement politique national au cours des années 1830 .
La taille de l'électorat d'avant la réforme est difficile à estimer. L'inscription des électeurs fait défaut et de nombreux arrondissements sont rarement l'objet de scrutins lors des élections. On estime qu'immédiatement avant le Reform Act de 1832, 400 000 sujets anglais ont le droit de vote, et qu'après adoption, le nombre passe à 650 000, soit une augmentation de plus de 60 % . Rodney Mace estime qu'avant, 1 % de la population pouvait voter et que le Reform Act n'étend le droit de vote qu'à 7 % de la population .
Les commerçants, tels que les cordonniers, pensent que le Reform Act leur donne le droit de vote. Un exemple est celui des cordonniers de Duns, Scottish Borders, Berwickshire. Ils créent une bannière célébrant le Reform Act qui déclare : « La bataille est gagnée. Les fils de Britannia sont libres." Cette bannière est exposée au People's History Museum de Manchester.
De nombreuses grandes villes commerciales et industrielles deviennent des arrondissements parlementaires distincts en vertu de la Loi. Les nouvelles circonscriptions voient des conflits de partis au sein de la classe moyenne et entre la classe moyenne et la classe ouvrière. Une étude des élections dans l'arrondissement de taille moyenne d'Halifax, entre 1832 et 1852, conclut que les organisations du parti et les électeurs eux-mêmes dépendent fortement des relations sociales et des institutions locales. Avoir le droit de vote encourage de nombreux hommes à devenir beaucoup plus actifs dans la sphère politique, économique et sociale.
Le Scottish Act révolutionne la politique en Écosse, avec sa population de 2 millions d'habitants. Son électorat ne représentait que 0,2 % de la population contre 4 % en Angleterre. L'électorat écossais est passé du jour au lendemain de 5 000 à 65 000, soit 13 % des hommes adultes, et n'est plus l'apanage de quelques familles très riches .

### Électeurs locataires
La plupart des arrondissements de poche abolis par le Reform Act appartenaient au parti conservateur. Ces pertes sont quelque peu compensées par l'extension du vote aux locataires payant un loyer annuel de 50 £. Cette clause, proposée par le marquis conservateur de Chandos, est adoptée à la Chambre des communes malgré l'opposition du gouvernement. Les locataires ainsi électeurs votent généralement selon les instructions de leurs propriétaires, qui à leur tour soutiennent normalement le parti conservateur . Cette concession, ainsi que les divisions internes du parti Whig et les difficultés rencontrées par l'économie nationale, permettent aux Tories de Robert Peel de gagner aux élections de 1835 et de 1837, et de reprendre la Chambre des communes en 1841.
L'examen des votes à la Chambre par un historien moderne conclut que l'intérêt foncier traditionnel « a très peu souffert » de la loi de 1832. Ils continuent à dominer les Communes, tout en perdant un peu de leur pouvoir de promulguer des lois axées sur leurs intérêts plus locaux. En revanche, la même étude conclut que le Reform Act de 1867 provoque une grave érosion de leur pouvoir législatif et que les élections de 1874 voient de grands propriétaires terriens perdre leurs sièges de comté du fait des votes des métayers en Angleterre et surtout en Irlande .

### Limites
Le Reform Act n'accorde pas le droit de vote à la classe ouvrière puisque les électeurs sont tenus de posséder des biens d'une valeur de 10 £, une somme substantielle à l'époque. Cela fracture l'alliance entre la classe ouvrière et la classe moyenne, donnant naissance au mouvement chartiste.
Bien qu'il ait privé du droit de vote la plupart des arrondissements pourris, quelques-uns subsistent, comme Totnes dans le Devon et Midhurst dans le Sussex. En outre, la corruption d'électeurs reste un problème. Comme le fait remarquer Thomas Erskine May, « il était trop tôt évident que plus de voix avaient été créées, plus de voix devaient être vendues » .
Le Reform Act renforce la Chambre des communes en réduisant le nombre d'arrondissements contrôlés par les pairs. Certains aristocrates se plaignent qu'à l'avenir, le gouvernement pourrait les obliger à adopter n'importe quel projet de loi, simplement en menaçant d'inonder la Chambre des Lords de nouvelles pairies. Le duc de Wellington déplore : « Si de tels projets peuvent être exécutés par un ministre de la Couronne en toute impunité, il ne fait aucun doute que la constitution de cette Chambre et de ce pays est terminée. [. . . ] [I]l y a absolument une fin au pouvoir et aux objets de délibération dans cette Assemblée, et une fin à tous les moyens justes et convenables de décision."  L'histoire ultérieure du Parlement, cependant, montre que l'influence des Lords est en grande partie intacte. Ils contraignent les Communes à accepter des amendements importants au projet de loi de réforme municipale en 1835, forcent des compromis sur l'émancipation des Juifs et résistent avec succès à plusieurs autres projets de loi soutenus par l'opinion publique . Ce n'est que des décennies plus tard, aboutissant à la loi sur le Parlement de 1911, que les craintes de Wellington se réalisent.

### Poursuite de la réforme
Au cours des années suivantes, le Parlement adopte plusieurs autres réformes mineures. Des lois adoptées par le Parlement en 1835 et 1836 augmentent le nombre de bureaux de vote dans chaque circonscription, ramenant ainsi le scrutin à un seul jour . Le Parlement adopte également plusieurs lois visant à lutter contre la corruption, notamment le Corrupt Practices Act 1854, bien que ces mesures se soient avérées largement inefficaces. Aucun des deux partis ne veut poursuivre une réforme majeure; les principaux hommes d'État des deux côtés considèrent le Reform Act comme un règlement définitif.
Il y a cependant une agitation publique considérable pour une nouvelle extension du droit de vote. En particulier, le mouvement chartiste, qui réclame le suffrage universel pour les hommes, des circonscriptions électorales de taille égale et le vote à bulletin secret, gagne un large public. Mais les tories sont unis contre de nouvelles réformes, et le Parti libéral (successeur des Whigs) ne propose une révision générale du système électoral qu'en 1852. Dans les années 1850, Lord John Russell présente un certain nombre de projets de loi de réforme pour corriger les défauts que le premier avait laissés sans réponse. Cependant, aucune proposition n'est acceptée jusqu'en 1867, lorsque le Parlement adopte le Second Reform Act.
Un domaine que la Loi de réforme n'a pas abordé est la question du gouvernement municipal et régional. En raison de traditions archaïques, de nombreux comtés anglais ont des enclaves, qui sont pour la plupart abolies dans la loi sur les comtés (parties détachées) de 1844. En outre, de nombreuses nouvelles conurbations et zones économiques franchissent les frontières traditionnelles des comtés en s'étant formées dans des zones auparavant obscures : Les banlieues sud en développement d'Oxford se trouvent dans le Berkshire et Londres s'étend dans l'Essex, le Surrey et le Middlesex. Cela conduit à d'autres lois pour réorganiser les limites des comtés à la fin du XIXe et du XXe siècle.

## Évaluation
De nombreux historiens attribuent à la Reform Act 1832 le lancement de la démocratie moderne au Royaume-Uni . GM Trevelyan salue l'année 1832 comme le moment décisif où "  la souveraineté du peuple' a été établie en fait, sinon en droit" . Sir Erskine May note que « le Parlement réformé était, sans aucun doute, plus libéral et progressiste dans sa politique que les parlements d'autrefois ; plus vigoureux et actif ; plus sensible à l'influence de l'opinion publique ; et plus sûr de la confiance du peuple », mais admet que "des vices graves restaient encore à prendre en considération". D'autres historiens soutiennent qu'une véritable démocratie n'a commencé à naître qu'avec le Second Reform Act en 1867, ou peut-être même plus tard. Norman Gash déclare qu'« il serait faux de supposer que la scène politique de la génération suivante différait essentiellement de celle de la précédente » .
De même, Eric Evans conclut que le Reform Act "a ouvert une porte sur un nouveau monde politique". Bien que les intentions de Grey aient été conservatrices, dit Evans, et que la loi de 1832 ait donné à l'aristocratie un demi-siècle de contrôle supplémentaire sur le Parlement, la loi a néanmoins ouvert des questions constitutionnelles pour un développement ultérieur. Evans soutient que c'est la loi de 1832, et non les réformes ultérieures de 1867, 1884 ou 1918, qui est décisive pour amener la démocratie représentative en Grande-Bretagne. Evans conclut que le Reform Act a marqué le véritable début du développement d'un système politique incontestablement moderne .